# Seznam sardinských panovníků
Toto je seznam panovníků Sardinie, zejména panovníků Sardinsko-korsického království (od roku 1323) a následně Sardinského království, existujícího v letech 1479–1861.

Erb Sardinského království v 19. století

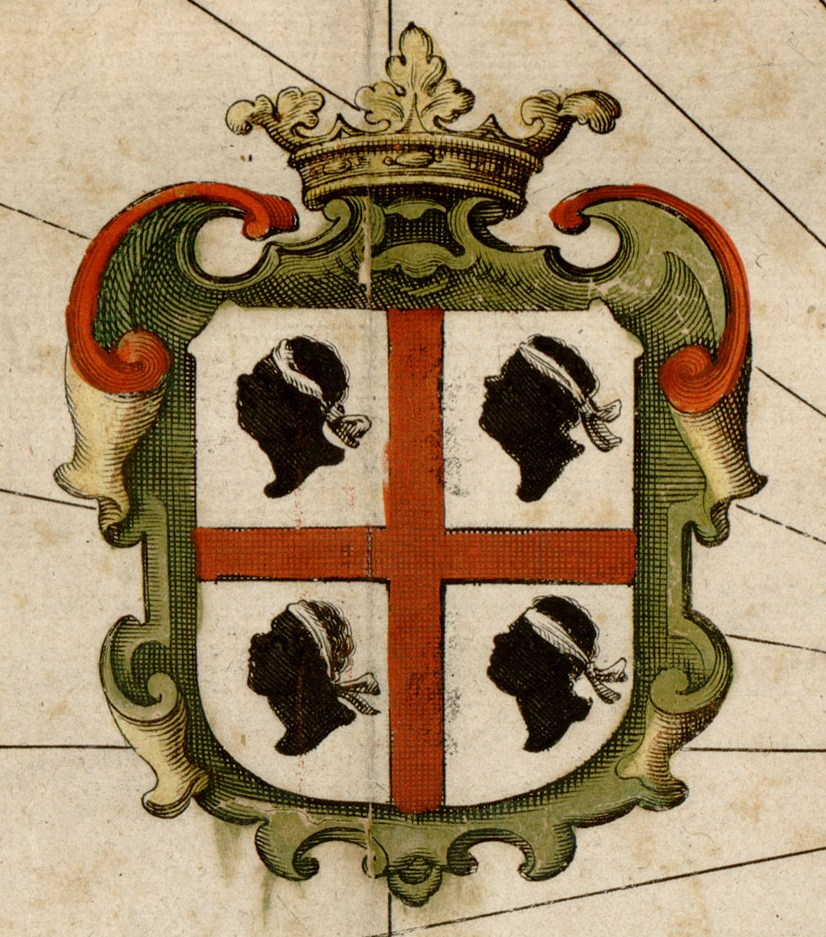
Erb Sardinského království ze 14. století

## Raně středověcí panovníci
- Godas 533–535

Podle historika Prokopia byl Godas správcem Sardinie z kmene Vandalů, který se vzbouřil proti svému králi Gelimerovi, vládnoucímu severní Africe a na Sardinii. Prokopius napsal, že Godas se choval jako král, jeho království však mělo krátké trvání. Godas byl po dvou letech poražen výpravou z Kartága vedenou bratrem krále Gelimera Tzazem a zabit. Krátce poté římská vojska vyslaná císařem Justiniánem a vedená generálem Belisariem zcela zničila Vandalské království a Sardinie se vrátila pod římskou nadvládu.

## Králové jmenování císařem
Někteří panovníci získali titul krále Sardinie (Rex Sardiniae) udělením císaře Svaté říše římské:
- Barison II. z Arborea, 1164–1165 (jmenován císařem Bedřichem I. Rudovousem, který se roku 1165 oficiálně vzdal svého titulu v mírové smlouvě)
- Enzo z Logudora-Štaufenu, 1238–1245, nemanželský syn císaře Bedřicha II. byl jmenován svým otcem. V roce 1249 byl zajat nepřáteli a uvězněn v Bologni, kde o 23 let později zemřel.

Žádný z těchto vládců neměl skutečnou moc nad celým ostrovem. V roce 1269 zvolila protiimperiální frakce v Logudoru Filipa Sicilského za krále celé Sardinie, to však nebylo potvrzeno císařem ani papežem a Filip sám dokonce nikdy ostrov nenavštívil.

## Králové Sardinie a Korsiky
Jakub II. Aragonský obdržel roku 1297 královskou investituru od papeže Bonifáce VIII. jako Rex Sardiniae et Corsicae. Aragonci se zmocnili ostrova až v roce 1323, po vítězném vojenském tažení proti Pisáncnům. Sardinský královský titul však neměl konkrétní linii nástupnictví a všichni králové používali vlastní primární titul.

### Barcelonská(Aragonská) dynastie, 1323–1410
| Jméno                | obrázek | doba vlády | sňatky                                                                    |
| -------------------- | ------- | ---------- | ------------------------------------------------------------------------- |
| Jakub II. Aragonský  |         | 1323–1327  | Isabela Kastilská, Blanka z Anjou, Marie z Lusignanu, Elisenda z Montcada |
| Alfons IV. Aragonský |         | 1327–1336  | Teresa z Entençy, Eleonora Kastilská                                      |
| Petr IV. Aragonský   |         | 1336–1387  | Marie Navarrská, Eleonora Portugalská,Eleonora Sicilská                   |
| Jan I. Aragonský     |         | 1387–1396  | Marta z Armagnacu, Jolanda Barská                                         |
| Martin I. Aragonský  |         | 1396–1410  | Marie de Luna, Markéta Aragonská                                          |

### Trastámarové, 1412–1516
| Jméno                  | obrázek | doba vlády | sňatky                  |
| ---------------------- | ------- | ---------- | ----------------------- |
| Ferdinand I. Aragonský |         | 1412–1416  | Eleonora z Alburquerque |
| Alfons V. Aragonský    |         | 1416–1458  | Marie Kastilská         |

## Sardinští králové

### Trastámarové, 1412–1516
| Jméno                   | obrázek | doba vlády | sňatky                             |
| ----------------------- | ------- | ---------- | ---------------------------------- |
| Jan II. Aragonský       |         | 1458–1479  | Blanka Navarrská, Jana Rodiguezová |
| Ferdinand II. Aragonský |         | 1479–1516  | Isabela Kastilská, Germaine z Foix |
| Jana I. Kastilská       |         | 1516–1555  | Filip I. Kastilský                 |

Jana Kastilská, nominální spolukrálovna svého syna Karla, byla téměř po celou dobu své vlády držena v izolaci.

### Habsburkové(španělská větev), 1516–1700
| Jméno                                          | obrázek | doba vlády | sňatky                                                                   |
| ---------------------------------------------- | ------- | ---------- | ------------------------------------------------------------------------ |
| Karel I. Španělský(společně s matkou Janou I.) |         | 1516–1556  | Isabela Portugalská                                                      |
| Filip II. Španělský                            |         | 1556–1598  | Marie Portugalská, Marie I. Tudorovna, Alžběta z Valois, Anna Habsburská |
| Filip III. Španělský                           |         | 1598–1621  | Markéta Štýrská                                                          |
| Filip IV. Španělský                            |         | 1621–1665  | Alžběta Bourbonská, Marie Anna Habsburská                                |
| Karel II. Španělský                            |         | 1665–1700  | Marie Luisa Orleánská, Marie Anna Falcko-Neuburská                       |

### Bourboni(španělská větev) – 1700–1708
| Jméno              | obrázek | doba vlády | sňatky                                |
| ------------------ | ------- | ---------- | ------------------------------------- |
| Filip V. Španělský |         | 1700–1708  | Marie Luisa Savojská, Alžběta Parmská |

Sardinie byla obasazena habsburskými vojsky v roce 1708 během války o španělské dědictví ve jménu habsburského žadatele o španělský trůn Karla III. Na konci války zůstala Sardinie v Karlově držení a potvrzena Rastattskou smlouvou.

### Habsburkové(rakouská větev), 1708–1720
| Jméno     | obrázek | doba vlády | sňatek                                      |
| --------- | ------- | ---------- | ------------------------------------------- |
| Karel VI. |         | 1708–1720  | Alžběta Kristýna Brunšvicko-Wolfenbüttelská |

V roce 1717 během války čtverné aliance napadly Sardinii španělské síly. Ostrov byl Španěly okupován až do roku 1720, kdy byl předán zpět Karlovi VI., který jej na základě Haagské smlouvy postoupil savojskému vévodovi.

### Savojští, 1720–1861
Savojští panovníci vládli z Turína, svého hlavního města na pevnině, ale sardinský královský titul používali primárně jako nadřazený jejich původnímu nižšímu vévodskému titulu. Jejich číselné panovnické pořadí však pokračovalo podle savojského číslování.
| Jméno               | obrázek | doba vlády | sňatky                                                                            |
| ------------------- | ------- | ---------- | --------------------------------------------------------------------------------- |
| Viktor Amadeus II.  |         | 1720–1730  | Anna Marie Orleánská                                                              |
| Karel Emanuel III.  |         | 1730–1773  | Anna Kristýna Sulzbašská, Polyxena Hesensko-Rotenburská, Alžběta Tereza Lotrinská |
| Viktor Amadeus III. |         | 1773–1796  | Marie Antonie Španělská                                                           |
| Karel Emanuel IV.   |         | 1796–1802  | Marie Klotylda Francouzská                                                        |
| Viktor Emanuel I.   |         |            | Marie Tereza Rakouská-Este                                                        |
| Karel Felix         |         |            | Marie Kristýna Neapolsko-Sicilská                                                 |
| Karel Albert        |         | 1831–1849  | Marie Tereza Toskánská                                                            |
| Viktor Emanuel II.  |         | 1849–1861  | Adelheid Rakouská, Rosa Tereza Vercellanová                                       |

V roce 1861, po anexi dalších států na Italském poloostrově, schválil parlament Sardinského království zákon (Legge n. 4671, ze 17. března 1861), který sardinskému panovníkovi přidal titul krále Itálie. Panovníci si ponechali označení krále Sardinie.

## Králové Itálie

### Savojští, 1861–1946
| Jméno               | obrázek | doba vláda         | sňatky                                      |
| ------------------- | ------- | ------------------ | ------------------------------------------- |
| Viktor Emanuel II.  |         | 1861–1878          | Adelheid Rakouská, Rosa Tereza Vercellanová |
| Hubert I.           |         | 1878–1900          | Markéta Savojská                            |
| Viktor Emanuel III. |         | 1900–1946          | Elena Černohorská                           |
| Hubert II.          |         | květen–červen 1946 | Marie Josefa Belgická                       |

Dne 2. června 1946 bylo referendem zrušeno Italské království a vyhlášena republika.